# Леонардов конус
Леонардов конус (Conus lienardi) је врста морског пужа из рода конуса. Ова врста насељава Индо-Пацифик. Љуштура има наранџасте и беле шаре.